# Coppa di Russia 2011 (pallavolo maschile)
La Coppa di Russia 2011 si è svolta dal 27 agosto 2011 al 28 dicembre 2011: al torneo hanno partecipato 23 squadre di club russe, 1 ucraina ed 1 bielorussa e la vittoria finale è andata per la seconda volta consecutiva alla Volejbol'nyj klub Lokomotiv Novosibirsk.

## Squadre partecipanti
| - Avtomobilist - Belogor'e - Dinamo Krasnodar - Dinamo Mosca - Enisej - Fakel - Gazprom-Jugra | - Groznyj - Gubernija - Iskra Odincovo - Jaroslavič - Kuzbass - Lokomotiv-Izumrud | - Lokomotyv Charkiv - Dinamo-LO - Lokomotiv Novosibirsk - MGTU Mosca - Budaŭnik Minsk - TNK-VR | - NOVA - Prikam'e - Samotlor - Tjumen - Ural - Zenit-Kazan |

## Regolamento
La competizione vede le squadre affrontare una fase preliminare nella quale vengono divise 4 gironi da 6 squadre ciascuno, ad eccezione del girone della Zona 1 che vede il ritiro dalla competizione della Volejbol'nyj klub Dinamo-Jantar' e quindi una formazione in meno, nei quali passano il turno le prime quattro classificate; alla fase semifinale le squadre vengono divise in 3 gironi da 5 squadre ciascuno, che vedono qualificarsi alla fase successiva le prime due classificate e la migliore terza; nella fase finale, che vede il Volejbol'nyj klub Zenit-Kazan' già qualificato di diritto in quanto squadra ospitante, le otto squadre si affrontano in gara secca, dando vita ai quarti di finale, alle semifinali, alla finale per il terzo posto ed alla finale valevole per il titolo.

## Torneo

### Fase preliminare
| Zona 1         | Zona 2           | Zona 3            | Zona 4                |
| -------------- | ---------------- | ----------------- | --------------------- |
| Dinamo Mosca   | Avtomobilist     | Gubernija         | Enisej                |
| Fakel          | Belogor'e        | Lokomotiv-Izumrud | Gazprom-Jugra         |
| Groznyj        | Dinamo Krasnodar | TNK-VR            | Kuzbass               |
| Iskra Odincovo | Jaroslavič       | Prikam'e          | Lokomotiv Novosibirsk |
| MGTU Mosca     | Dinamo-LO        | Ural              | Samotlor              |
| -              | NOVA             | Zenit-Kazan       | Tjumen                |

#### Zona 1

##### Risultati
| 27 agosto 2011 -, Mosca Durata: - Spettatori:    | Groznyj        | 2 - 3 | MGTU Mosca     | 20-25, 25-22, 16-25, 25-21, 10-15 |
| 28 agosto 2011 -, Mosca Durata: - Spettatori:    | MGTU Mosca     | 2 - 3 | Groznyj        | 25-14, 24-26, 29-27, 24-26, 12-15 |
| 2 settembre 2011 -, Mosca Durata: - Spettatori:  | Fakel          | 3 - 1 | Groznyj        | 25-19, 25-21, 18-25, 25-18        |
| 3 settembre 2011 -, Mosca Durata: - Spettatori:  | Groznyj        | 0 - 3 | Fakel          | 17-25, 21-25, 15-25               |
| 6 settembre 2011 -, Mosca Durata: - Spettatori:  | Iskra Odincovo | 3 - 0 | Groznyj        | 25-20, 25-17, 25-19               |
| 7 settembre 2011 -, Mosca Durata: - Spettatori:  | Groznyj        | 0 - 3 | Iskra Odincovo | 19-25, 22-25, 23-25               |
| 7 settembre 2011 -, Mosca Durata: - Spettatori:  | MGTU Mosca     | 1 - 3 | Fakel          | 19-25, 32-30, 20-25, 15-25        |
| 9 settembre 2011 -, Mosca Durata: - Spettatori:  | Dinamo Mosca   | 1 - 3 | Iskra Odincovo | 23-25, 25-23, 25-27, 21-25        |
| 9 settembre 2011 -, Mosca Durata: - Spettatori:  | Fakel          | 3 - 1 | MGTU Mosca     | 25-19, 24-26, 25-11, 25-22        |
| 10 settembre 2011 -, Mosca Durata: - Spettatori: | Iskra Odincovo | 3 - 1 | Dinamo Mosca   | 25-22, 25-22, 23-25, 25-19        |
| 13 settembre 2011 -, Mosca Durata: - Spettatori: | Iskra Odincovo | 3 - 1 | MGTU Mosca     | 25-18, 25-16, 22-25, 25-16        |
| 13 settembre 2011 -, Mosca Durata: - Spettatori: | Groznyj        | 2 - 3 | Dinamo Mosca   | 19-25, 25-19, 18-25, 26-24, 5-15  |
| 14 settembre 2011 -, Mosca Durata: - Spettatori: | Dinamo Mosca   | 3 - 1 | Groznyj        | 22-25, 25-22, 25-17, 25-19        |
| 14 settembre 2011 -, Mosca Durata: - Spettatori: | MGTU Mosca     | 1 - 3 | Iskra Odincovo | 25-20, 20-25, 23-25, 21-25        |
| 16 settembre 2011 -, Mosca Durata: - Spettatori: | Fakel          | 2 - 3 | Iskra Odincovo | 24-26, 25-17, 19-25, 25-21, 11-15 |
| 16 settembre 2011 -, Mosca Durata: - Spettatori: | MGTU Mosca     | 3 - 1 | Dinamo Mosca   | 25-21, 25-21, 24-26, 28-26        |
| 17 settembre 2011 -, Mosca Durata: - Spettatori: | Iskra Odincovo | 0 - 3 | Fakel          | 23-25, 27-29, 13-25               |
| 17 settembre 2011 -, Mosca Durata: - Spettatori: | Dinamo Mosca   | 3 - 0 | MGTU Mosca     | 25-14, 25-21, 25-21               |
| 20 settembre 2011 -, Mosca Durata: - Spettatori: | Dinamo Mosca   | 3 - 2 | Fakel          | 17-25, 21-25, 25-23, 25-22, 16-14 |
| 21 settembre 2011 -, Mosca Durata: - Spettatori: | Fakel          | 2 - 3 | Dinamo Mosca   | 23-25, 19-25, 25-22, 25-23, 10-15 |

##### Classifica
| Pos. | Squadra        | Pt | G | V | P | SV | SP | Ratio | PF  | PS  | Ratio |
| ---- | -------------- | -- | - | - | - | -- | -- | ----- | --- | --- | ----- |
| 1.   | Iskra Odincovo | 20 | 8 | 7 | 1 | 21 | 9  | 2 333 | 707 | 649 | 1 089 |
| 2.   | Fakel          | 18 | 8 | 5 | 3 | 21 | 12 | 1 750 | 766 | 681 | 1 125 |
| 3.   | Dinamo Mosca   | 12 | 8 | 5 | 3 | 18 | 16 | 1 125 | 770 | 743 | 1 036 |
| 4.   | MGTU Mosca     | 6  | 8 | 2 | 6 | 12 | 21 | 0 571 | 708 | 769 | 0 921 |
| 5.   | Groznyj        | 4  | 8 | 1 | 7 | 9  | 23 | 0 391 | 636 | 745 | 0 854 |

#### Zona 2

##### Risultati
| 2 settembre 2011 -, Krasnodar Durata: - Spettatori: | Dinamo Krasnodar | 3 - 0 | NOVA             | 25-19, 25-19, 25-17               |
| 2 settembre 2011 -, Krasnodar Durata: - Spettatori: | Jaroslavič       | 3 - 0 | Avtomobilist     | 25-18, 25-22, 25-18               |
| 2 settembre 2011 -, Krasnodar Durata: - Spettatori: | Belogor'e        | 3 - 0 | Dinamo-LO        | 25-21, 25-16, 25-22               |
| 3 settembre 2011 -, Krasnodar Durata: - Spettatori: | Belogor'e        | 2 - 3 | Dinamo Krasnodar | 25-23, 25-16, 22-25, 17-25, 13-15 |
| 3 settembre 2011 -, Krasnodar Durata: - Spettatori: | NOVA             | 2 - 3 | Jaroslavič       | 26-24, 25-21, 20-25, 22-25, 6-15  |
| 3 settembre 2011 -, Krasnodar Durata: - Spettatori: | Dinamo-LO        | 3 - 1 | Avtomobilist     | 25-21, 21-25, 25-19, 25-23        |
| 4 settembre 2011 -, Krasnodar Durata: - Spettatori: | Dinamo Krasnodar | 3 - 0 | Dinamo-LO        | 25-19, 25-14, 25-16               |
| 4 settembre 2011 -, Krasnodar Durata: - Spettatori: | Jaroslavič       | 3 - 1 | Belogor'e        | 25-18, 27-25, 15-25, 25-20        |
| 4 settembre 2011 -, Krasnodar Durata: - Spettatori: | Avtomobilist     | 0 - 3 | NOVA             | 15-25, 18-25, 18-25               |
| 5 settembre 2011 -, Krasnodar Durata: - Spettatori: | NOVA             | 0 - 3 | Belogor'e        | 14-25, 23-25, 19-25               |
| 6 settembre 2011 -, Krasnodar Durata: - Spettatori: | Dinamo Krasnodar | 2 - 3 | Jaroslavič       | 21-25, 36-38, 25-22, 25-20, 7-15  |
| 6 settembre 2011 -, Krasnodar Durata: - Spettatori: | Dinamo-LO        | 3 - 1 | NOVA             | 22-25, 25-21, 25-19, 25-19        |
| 6 settembre 2011 -, Krasnodar Durata: - Spettatori: | Belogor'e        | 3 - 0 | Avtomobilist     | 25-13, 25-22, 25-20               |
| 7 settembre 2011 -, Krasnodar Durata: - Spettatori: | Avtomobilist     | 0 - 3 | Dinamo Krasnodar | 20-25, 18-25, 16-25               |
| 7 settembre 2011 -, Krasnodar Durata: - Spettatori: | Jaroslavič       | 1 - 3 | Dinamo-LO        | 25:23, 19:25, 21:25, 22:25        |
| 16 settembre 2011 -, Belgorod Durata: - Spettatori: | Belogor'e        | 3 - 0 | Dinamo-LO        | 25-15, 25-15, 25-20               |
| 16 settembre 2011 -, Belgorod Durata: - Spettatori: | Dinamo Krasnodar | 3 - 1 | NOVA             | 25-22, 24-26, 25-18, 25-16        |
| 16 settembre 2011 -, Belgorod Durata: - Spettatori: | Jaroslavič       | 3 - 0 | Avtomobilist     | 25-20, 25-20, 25-19               |
| 17 settembre 2011 -, Belgorod Durata: - Spettatori: | Belogor'e        | 3 - 0 | Dinamo Krasnodar | 25-16, 25-21, 25-21               |
| 17 settembre 2011 -, Belgorod Durata: - Spettatori: | Dinamo-LO        | 3 - 1 | Avtomobilist     | 25-18, 20-25, 25-18, 25-15        |
| 17 settembre 2011 -, Belgorod Durata: - Spettatori: | NOVA             | 0 - 3 | Jaroslavič       | 22-25, 13-25, 18-25               |
| 18 settembre 2011 -, Belgorod Durata: - Spettatori: | Jaroslavič       | 3 - 2 | Belogor'e        | 25-23, 25-23, 22-25, 17-25, 19-17 |
| 18 settembre 2011 -, Belgorod Durata: - Spettatori: | Dinamo Krasnodar | 3 - 2 | Dinamo-LO        | 23-25, 20-25, 27-25, 25-21, 15-11 |
| 18 settembre 2011 -, Belgorod Durata: - Spettatori: | Avtomobilist     | 2 - 3 | NOVA             | 25-23, 23-25, 21-25, 25-22, 11-15 |
| 19 settembre 2011 -, Belgorod Durata: - Spettatori: | Belogor'e        | 3 - 2 | Avtomobilist     | 24-26, 25-16, 21-25, 25-19, 15-10 |
| 19 settembre 2011 -, Belgorod Durata: - Spettatori: | Dinamo Krasnodar | 1 - 3 | Jaroslavič       | 21-25, 25-13, 23-25, 24-26        |
| 19 settembre 2011 -, Belgorod Durata: - Spettatori: | Dinamo-LO        | 3 - 0 | NOVA             | 25-19, 25-18, 25-23               |
| 20 settembre 2011 -, Belgorod Durata: - Spettatori: | NOVA             | 0 - 3 | Belogor'e        | 19-25, 22-25, 23-25               |
| 20 settembre 2011 -, Belgorod Durata: - Spettatori: | Avtomobilist     | 0 - 3 | Dinamo Krasnodar | 21-25, 22-25, 12-25               |
| 20 settembre 2011 -, Belgorod Durata: - Spettatori: | Jaroslavič       | 3 - 0 | Dinamo-LO        | 25-23, 25-20, 25-21               |

##### Classifica
| Pos. | Squadra          | Pt | G  | V | P  | SV | SP | Ratio | PF  | PS  | Ratio |
| ---- | ---------------- | -- | -- | - | -- | -- | -- | ----- | --- | --- | ----- |
| 1.   | Jaroslavič       | 24 | 10 | 9 | 1  | 28 | 11 | 2 545 | 906 | 839 | 1 080 |
| 2.   | Belogor'e        | 22 | 10 | 7 | 3  | 26 | 11 | 2 363 | 863 | 742 | 1 163 |
| 3.   | Dinamo Krasnodar | 20 | 10 | 7 | 3  | 24 | 14 | 1 714 | 878 | 778 | 1 129 |
| 4.   | Dinamo-LO        | 16 | 10 | 5 | 5  | 17 | 19 | 0 894 | 790 | 805 | 0 981 |
| 5.   | NOVA             | 6  | 10 | 2 | 8  | 10 | 26 | 0 384 | 714 | 861 | 0 829 |
| 6.   | Avtomobilist     | 2  | 10 | 0 | 10 | 6  | 30 | 0 200 | 711 | 837 | 0 849 |

#### Zona 3

##### Risultati
| 2 settembre 2011 -, Ufa Durata: - Spettatori:           | Ural              | 3 - 1 | TNK-VR            | 25-21, 25-18, 23-25, 25-17        |
| 2 settembre 2011 -, Ufa Durata: - Spettatori:           | Lokomotiv-Izumrud | 3 - 0 | Gubernija         | 25-20, 25-19, 25-14               |
| 2 settembre 2011 -, Ufa Durata: - Spettatori:           | Zenit-Kazan       | 3 - 2 | Prikam'e          | 28-26, 25-22, 31-33, 19-25, 15-13 |
| 3 settembre 2011 -, Ufa Durata: - Spettatori:           | Zenit-Kazan       | 3 - 2 | Ural              | 25-23, 20-25, 17-25, 25-19, 15-13 |
| 3 settembre 2011 -, Ufa Durata: - Spettatori:           | TNK-VR            | 0 - 3 | Lokomotiv-Izumrud | 15-25, 20-25, 17-25               |
| 3 settembre 2011 -, Ufa Durata: - Spettatori:           | Prikam'e          | 1 - 3 | Gubernija         | 12-25, 18-25, 27-25, 16-25        |
| 4 settembre 2011 -, Ufa Durata: - Spettatori:           | Ural              | 3 - 0 | Prikam'e          | 25-20, 25-23, 25-21               |
| 4 settembre 2011 -, Ufa Durata: - Spettatori:           | Lokomotiv-Izumrud | 2 - 3 | Zenit-Kazan       | 16-25, 25-16, 25-21, 18-25, 15-17 |
| 4 settembre 2011 -, Ufa Durata: - Spettatori:           | Gubernija         | 2 - 3 | TNK-VR            | 25-12, 25-23, 23-25, 21-25, 14-16 |
| 5 settembre 2011 -, Ufa Durata: - Spettatori:           | Lokomotiv-Izumrud | 3 - 1 | Prikam'e          | 25-21, 26-28, 25-22, 25-23        |
| 5 settembre 2011 -, Ufa Durata: - Spettatori:           | TNK-VR            | 1 - 3 | Zenit-Kazan       | 21-25, 16-25, 25-19, 20-25        |
| 6 settembre 2011 -, Ufa Durata: - Spettatori:           | Ural              | 3 - 1 | Lokomotiv-Izumrud | 28-26, 16-25, 25-18, 25-20        |
| 6 settembre 2011 -, Ufa Durata: - Spettatori:           | Prikam'e          | 3 - 0 | TNK-VR            | 25-20, 25-17, 25-21               |
| 6 settembre 2011 -, Ufa Durata: - Spettatori:           | Zenit-Kazan       | 0 - 3 | Gubernija         | 26-28, 16-25, 19-25               |
| 7 settembre 2011 -, Ufa Durata: - Spettatori:           | Gubernija         | 1 - 3 | Ural              | 25-19, 29-31, 22-25, 23-25        |
| 16 settembre 2011 -, Ekaterinburg Durata: - Spettatori: | Ural              | 3 - 0 | TNK-VR            | 25-22, 25-19, 25-23               |
| 16 settembre 2011 -, Ekaterinburg Durata: - Spettatori: | Lokomotiv-Izumrud | 3 - 1 | Gubernija         | 25-16, 27-25, 19-25, 25-23        |
| 16 settembre 2011 -, Ekaterinburg Durata: - Spettatori: | Zenit-Kazan       | 0 - 3 | Prikam'e          | 15-25, 20-25, 23-25               |
| 17 settembre 2011 -, Ekaterinburg Durata: - Spettatori: | Zenit-Kazan       | 0 - 3 | Ural              | 23-25, 20-25, 23-25               |
| 17 settembre 2011 -, Ekaterinburg Durata: - Spettatori: | TNK-VR            | 1 - 3 | Lokomotiv-Izumrud | 25-21, 18-25, 16-25, 17-25        |
| 17 settembre 2011 -, Ekaterinburg Durata: - Spettatori: | Prikam'e          | 1 - 3 | Gubernija         | 22-25, 26-24, 23-25, 23-25        |
| 18 settembre 2011 -, Ekaterinburg Durata: - Spettatori: | Ural              | 1 - 3 | Prikam'e          | 21-25, 22-25, 28-26, 24-26        |
| 18 settembre 2011 -, Ekaterinburg Durata: - Spettatori: | Lokomotiv-Izumrud | 3 - 1 | Zenit-Kazan       | 25-23, 22-25, 25-22, 25-10        |
| 18 settembre 2011 -, Ekaterinburg Durata: - Spettatori: | Gubernija         | 3 - 0 | TNK-VR            | 25-21, 25-20, 25-23               |
| 19 settembre 2011 -, Ekaterinburg Durata: - Spettatori: | Lokomotiv-Izumrud | 1 - 3 | Prikam'e          | 22-25, 17-25, 25-21, 19-25        |
| 20 settembre 2011 -, Ekaterinburg Durata: - Spettatori: | Prikam'e          | 3 - 0 | TNK-VR            | 25-22, 25-20, 25-15               |
| 20 settembre 2011 -, Ekaterinburg Durata: - Spettatori: | Ural              | 2 - 3 | Lokomotiv-Izumrud | 24-26, 13-25, 27-25, 28-26, 13-15 |
| 20 settembre 2011 -, Ekaterinburg Durata: - Spettatori: | Zenit-Kazan       | 0 - 3 | Gubernija         | 25-27, 16-25, 22-25               |
| 21 settembre 2011 -, Ekaterinburg Durata: - Spettatori: | TNK-VR            | 0 - 3 | Zenit-Kazan       | 21-25, 22-25, 23-25               |
| 21 settembre 2011 -, Ekaterinburg Durata: - Spettatori: | Gubernija         | 3 - 1 | Ural              | 27-29, 25-22, 25-19, 29-27        |

##### Classifica
| Pos. | Squadra           | Pt | G  | V | P | SV | SP | Ratio | PF  | PS  | Ratio |
| ---- | ----------------- | -- | -- | - | - | -- | -- | ----- | --- | --- | ----- |
| 1.   | Lokomotiv-Izumrud | 21 | 10 | 7 | 3 | 25 | 15 | 1 666 | 839 | 749 | 1 120 |
| 2.   | Ural              | 20 | 10 | 6 | 4 | 24 | 15 | 1 600 | 919 | 890 | 1 033 |
| 3.   | Gubernija         | 19 | 10 | 6 | 4 | 22 | 15 | 1 466 | 978 | 918 | 1 065 |
| 4.   | Prikam'e          | 16 | 10 | 5 | 5 | 20 | 17 | 1 176 | 867 | 844 | 1 027 |
| 5.   | Zenit-Kazan       | 12 | 10 | 5 | 5 | 16 | 22 | 0 727 | 821 | 873 | 0 940 |
| 6.   | TNK-VR            | 2  | 10 | 1 | 9 | 6  | 29 | 0 206 | 701 | 851 | 0 824 |

#### Zona 4

##### Risultati
| 2 settembre 2011 -, Surgut Durata: - Spettatori:       | Gazprom-Jugra         | 1 - 3 | Tjumen                | 25-23, 21-25, 22-25, 18-25        |
| 2 settembre 2011 -, Surgut Durata: - Spettatori:       | Kuzbass               | 3 - 1 | Samotlor              | 20-25, 25-17, 25-19, 28-26        |
| 2 settembre 2011 -, Surgut Durata: - Spettatori:       | Lokomotiv Novosibirsk | 3 - 0 | Enisej                | 25-11, 25-18, 25-19               |
| 3 settembre 2011 -, Surgut Durata: - Spettatori:       | Lokomotiv Novosibirsk | 3 - 0 | Gazprom-Jugra         | 25-19, 26-24, 26-24               |
| 3 settembre 2011 -, Surgut Durata: - Spettatori:       | Tjumen                | 0 - 3 | Kuzbass               | 24-26, 16-25, 17-25               |
| 3 settembre 2011 -, Surgut Durata: - Spettatori:       | Enisej                | 3 - 0 | Samotlor              | 25-18, 25-23, 25-22               |
| 4 settembre 2011 -, Surgut Durata: - Spettatori:       | Gazprom-Jugra         | 3 - 2 | Enisej                | 26-24, 25-13, 13-25, 20-25, 16-14 |
| 4 settembre 2011 -, Surgut Durata: - Spettatori:       | Kuzbass               | 1 - 3 | Lokomotiv Novosibirsk | 19-25, 25-21, 25-20, 29-27        |
| 4 settembre 2011 -, Surgut Durata: - Spettatori:       | Samotlor              | 2 - 3 | Tjumen                | 22-25, 25-23, 14-25, 25-17, 12-15 |
| 6 settembre 2011 -, Surgut Durata: - Spettatori:       | Gazprom-Jugra         | 3 - 0 | Kuzbass               | 25-21, 25-23, 25-19               |
| 6 settembre 2011 -, Surgut Durata: - Spettatori:       | Enisej                | 1 - 3 | Tjumen                | 18-25, 25-20, 20-25, 23-25        |
| 6 settembre 2011 -, Surgut Durata: - Spettatori:       | Lokomotiv Novosibirsk | 3 - 1 | Samotlor              | 25-16, 22-25, 25-13, 25-23        |
| 7 settembre 2011 -, Surgut Durata: - Spettatori:       | Samotlor              | 0 - 3 | Gazprom-Jugra         | 23-25, 21-25, 16-25               |
| 7 settembre 2011 -, Surgut Durata: - Spettatori:       | Kuzbass               | 3 - 1 | Enisej                | 21-25, 25-17, 25-20, 25-23        |
| 7 settembre 2011 -, Surgut Durata: - Spettatori:       | Tjumen                | 2 - 3 | Lokomotiv Novosibirsk | 14-25, 25-21, 17-25, 25-21, 12-15 |
| 16 settembre 2011 -, Novosibirsk Durata: - Spettatori: | Lokomotiv Novosibirsk | 3 - 0 | Enisej                | 25-21, 25-22, 25-19               |
| 16 settembre 2011 -, Novosibirsk Durata: - Spettatori: | Gazprom-Jugra         | 3 - 1 | Tjumen                | 20-25, 25-23, 25-17, 34-32        |
| 16 settembre 2011 -, Novosibirsk Durata: - Spettatori: | Kuzbass               | 0 - 3 | Samotlor              | 23-25, 32-34, 24-26               |
| 17 settembre 2011 -, Novosibirsk Durata: - Spettatori: | Lokomotiv Novosibirsk | 3 - 1 | Gazprom-Jugra         | 25-12, 25-23, 22-25, 25-18        |
| 17 settembre 2011 -, Novosibirsk Durata: - Spettatori: | Enisej                | 1 - 3 | Samotlor              | 13-25, 25-19, 13-25, 23-25        |
| 17 settembre 2011 -, Novosibirsk Durata: - Spettatori: | Tjumen                | 2 - 3 | Kuzbass               | 23-25, 25-20, 31-29, 22-25, 7-15  |
| 18 settembre 2011 -, Novosibirsk Durata: - Spettatori: | Kuzbass               | 0 - 3 | Lokomotiv Novosibirsk | 12-25, 22-25, 21-25               |
| 18 settembre 2011 -, Novosibirsk Durata: - Spettatori: | Gazprom-Jugra         | 3 - 1 | Enisej                | 25-23, 25-23, 20-25, 25-22        |
| 18 settembre 2011 -, Novosibirsk Durata: - Spettatori: | Samotlor              | 2 - 3 | Tjumen                | 21-25, 24-26, 25-20, 25-17, 13-15 |
| 20 settembre 2011 -, Novosibirsk Durata: - Spettatori: | Lokomotiv Novosibirsk | 3 - 2 | Samotlor              | 25-18, 24-26, 19-25, 25-21, 15-12 |
| 20 settembre 2011 -, Novosibirsk Durata: - Spettatori: | Enisej                | 1 - 3 | Kuzbass               | 26-24, 22-25, 21-25, 21-25        |
| 20 settembre 2011 -, Novosibirsk Durata: - Spettatori: | Gazprom-Jugra         | 3 - 1 | Tjumen                | 18-25, 25-23, 25-23, 25-21        |
| 21 settembre 2011 -, Novosibirsk Durata: - Spettatori: | Tjumen                | 1 - 3 | Lokomotiv Novosibirsk | 13-25, 16-25, 25-22, 12-25        |
| 21 settembre 2011 -, Novosibirsk Durata: - Spettatori: | Samotlor              | 3 - 0 | Gazprom-Jugra         | 25-22, 25-22, 25-22               |
| 21 settembre 2011 -, Novosibirsk Durata: - Spettatori: | Kuzbass               | 3 - 1 | Enisej                | 25-22, 25-17, 24-26, 27-25        |

##### Classifica
| Pos. | Squadra               | Pt | G  | V | P | SV | SP | Ratio | PF  | PS  | Ratio |
| ---- | --------------------- | -- | -- | - | - | -- | -- | ----- | --- | --- | ----- |
| 1.   | Lokomotiv Novosibirsk | 25 | 10 | 9 | 1 | 28 | 10 | 2 800 | 901 | 746 | 1 208 |
| 2.   | Kuzbass               | 20 | 10 | 7 | 3 | 21 | 16 | 1 312 | 879 | 845 | 1 040 |
| 3.   | Gazprom-Jugra         | 14 | 10 | 5 | 5 | 18 | 19 | 0 947 | 836 | 860 | 0 972 |
| 4.   | Tjumen                | 12 | 10 | 4 | 6 | 19 | 24 | 0 791 | 914 | 969 | 0 943 |
| 5.   | Samotlor              | 12 | 10 | 3 | 7 | 17 | 22 | 0 772 | 849 | 880 | 0 965 |
| 6.   | Enisej                | 7  | 10 | 2 | 8 | 13 | 25 | 0 520 | 807 | 886 | 0 911 |

### Fase semifinale
| Gruppo A     | Gruppo B              | Gruppo C          |
| ------------ | --------------------- | ----------------- |
| Dinamo Mosca | Belogor'e             | Dinamo Krasnodar  |
| Fakel        | Gazprom-Jugra         | Iskra Odincovo    |
| Gubernija    | Lokomotiv-Izumrud     | Kuzbass           |
| Jaroslavič   | Lokomotiv Novosibirsk | Lokomotyv Charkiv |
| Dinamo-LO    | Budaŭnik Minsk        | Ural              |

#### Gruppo A

##### Risultati
| 12 ottobre 2011 FOK Zareč'e, Nižnij Novgorod Durata: - Spettatori: | Jaroslavič   | 1 - 3 | Gubernija    | 25-27, 26-28, 25-23, 23-25        |
| 12 ottobre 2011 FOK Zareč'e, Nižnij Novgorod Durata: - Spettatori: | Fakel        | 3 - 0 | Dinamo-LO    | 25-22, 25-18, 25-17               |
| 13 ottobre 2011 FOK Zareč'e, Nižnij Novgorod Durata: - Spettatori: | Dinamo Mosca | 3 - 1 | Fakel        | 25-15, 22-25, 25-19, 25-22        |
| 13 ottobre 2011 FOK Zareč'e, Nižnij Novgorod Durata: - Spettatori: | Dinamo-LO    | 0 - 3 | Jaroslavič   | 22-25, 16-25, 15-25               |
| 14 ottobre 2011 FOK Zareč'e, Nižnij Novgorod Durata: - Spettatori: | Gubernija    | 3 - 1 | Dinamo-LO    | 25-23, 25-22, 24-26, 25-15        |
| 14 ottobre 2011 FOK Zareč'e, Nižnij Novgorod Durata: - Spettatori: | Jaroslavič   | 0 - 3 | Dinamo Mosca | 23-25, 14-25, 22-25               |
| 15 ottobre 2011 FOK Zareč'e, Nižnij Novgorod Durata: - Spettatori: | Dinamo Mosca | 3 - 1 | Gubernija    | 25-18, 26-24, 18-25, 25-21        |
| 15 ottobre 2011 FOK Zareč'e, Nižnij Novgorod Durata: - Spettatori: | Fakel        | 3 - 2 | Jaroslavič   | 24-26, 25-18, 25-19, 22-25, 15-10 |
| 16 ottobre 2011 FOK Zareč'e, Nižnij Novgorod Durata: - Spettatori: | Gubernija    | 3 - 2 | Fakel        | 20-25, 25-21, 21-25, 25-22, 15-12 |
| 16 ottobre 2011 FOK Zareč'e, Nižnij Novgorod Durata: - Spettatori: | Dinamo-LO    | 1 - 3 | Dinamo Mosca | 26-24, 21-25, 18-25, 17-25        |

##### Classifica
| Pos. | Squadra      | Pt | G | V | P | SV | SP | Ratio | PF  | PS  | Ratio |
| ---- | ------------ | -- | - | - | - | -- | -- | ----- | --- | --- | ----- |
| 1.   | Dinamo Mosca | 12 | 4 | 4 | 0 | 12 | 3  | 4 000 | 365 | 310 | 1 177 |
| 2.   | Gubernija    | 8  | 4 | 3 | 1 | 10 | 7  | 1 428 | 396 | 384 | 1 031 |
| 3.   | Fakel        | 6  | 4 | 2 | 2 | 9  | 8  | 1 125 | 372 | 358 | 1 039 |
| 4.   | Jaroslavič   | 4  | 4 | 1 | 3 | 6  | 9  | 0 666 | 331 | 342 | 0 968 |
| 5.   | Dinamo-LO    | 0  | 4 | 0 | 4 | 2  | 12 | 0 166 | 278 | 348 | 0 799 |

#### Gruppo B

##### Risultati
| 11 ottobre 2011 Prem'er-Arena, Surgut Durata: - Spettatori: | Gazprom-Jugra         | 3 - 1 | Lokomotiv-Izumrud     | 14-25, 25-14, 25-18, 25-16        |
| 11 ottobre 2011 Prem'er-Arena, Surgut Durata: - Spettatori: | Lokomotiv Novosibirsk | 3 - 0 | Budaŭnik Minsk        | 25-22, 25-19, 25-19               |
| 12 ottobre 2011 Prem'er-Arena, Surgut Durata: - Spettatori: | Budaŭnik Minsk        | 3 - 2 | Gazprom-Jugra         | 23-25, 32-30, 14-25, 25-14, 17-15 |
| 12 ottobre 2011 Prem'er-Arena, Surgut Durata: - Spettatori: | Belogor'e             | 0 - 3 | Lokomotiv Novosibirsk | 19-25, 26-28, 23-25               |
| 13 ottobre 2011 Prem'er-Arena, Surgut Durata: - Spettatori: | Gazprom-Jugra         | 1 - 3 | Belogor'e             | 25-21, 21-25, 21-25, 17-25        |
| 13 ottobre 2011 Prem'er-Arena, Surgut Durata: - Spettatori: | Lokomotiv-Izumrud     | 3 - 1 | Budaŭnik Minsk        | 25-17, 25-21, 21-25, 25-22        |
| 14 ottobre 2011 Prem'er-Arena, Surgut Durata: - Spettatori: | Lokomotiv Novosibirsk | 3 - 1 | Gazprom-Jugra         | 25-27, 25-22, 25-22, 25-13        |
| 14 ottobre 2011 Prem'er-Arena, Surgut Durata: - Spettatori: | Belogor'e             | 3 - 2 | Lokomotiv-Izumrud     | 25-22, 25-16, 25-19               |
| 15 ottobre 2011 Prem'er-Arena, Surgut Durata: - Spettatori: | Lokomotiv-Izumrud     | 0 - 3 | Lokomotiv Novosibirsk | 13-25, 12-25, 29-31               |
| 15 ottobre 2011 Prem'er-Arena, Surgut Durata: - Spettatori: | Budaŭnik Minsk        | 0 - 3 | Belogor'e             | 20-25, 22-25, 24-26               |

##### Classifica
| Pos. | Squadra               | Pt | G | V | P | SV | SP | Ratio  | PF  | PS  | Ratio |
| ---- | --------------------- | -- | - | - | - | -- | -- | ------ | --- | --- | ----- |
| 1.   | Lokomotiv Novosibirsk | 12 | 4 | 4 | 0 | 12 | 1  | 12 000 | 334 | 266 | 1 256 |
| 2.   | Belogor'e             | 9  | 4 | 3 | 1 | 9  | 4  | 2 250  | 315 | 285 | 1 105 |
| 3.   | Gazprom-Jugra         | 4  | 4 | 1 | 3 | 7  | 10 | 0 700  | 366 | 380 | 0 963 |
| 4.   | Lokomotiv-Izumrud     | 3  | 4 | 1 | 3 | 4  | 10 | 0 400  | 280 | 330 | 0 848 |
| 5.   | Budaŭnik Minsk        | 2  | 4 | 1 | 3 | 4  | 11 | 0 363  | 322 | 356 | 0 904 |

#### Gruppo C

##### Risultati
| 12 ottobre 2011 SK Arena, Kemerovo Durata: - Spettatori: | Kuzbass           | 3 - 2 | Ural              | 25-21, 23-25, 20-25, 25-16, 15-11 |
| 12 ottobre 2011 SK Arena, Kemerovo Durata: - Spettatori: | Iskra Odincovo    | 3 - 2 | Lokomotyv Charkiv | 27-29, 25-16, 25-16, 22-25, 15-5  |
| 13 ottobre 2011 SK Arena, Kemerovo Durata: - Spettatori: | Lokomotyv Charkiv | 0 - 3 | Kuzbass           | 20-25, 15-25, 20-25               |
| 13 ottobre 2011 SK Arena, Kemerovo Durata: - Spettatori: | Dinamo Krasnodar  | 0 - 3 | Iskra Odincovo    | 17-25, 23-25, 21-25               |
| 14 ottobre 2011 SK Arena, Kemerovo Durata: - Spettatori: | Kuzbass           | 3 - 0 | Dinamo Krasnodar  | 25-19, 25-21, 28-26               |
| 14 ottobre 2011 SK Arena, Kemerovo Durata: - Spettatori: | Ural              | 3 - 1 | Lokomotyv Charkiv | 26-28, 25-19, 25-21, 25-19        |
| 15 ottobre 2011 SK Arena, Kemerovo Durata: - Spettatori: | Iskra Odincovo    | 3 - 2 | Kuzbass           | 20-25, 20-25, 25-22, 25-18, 15-11 |
| 15 ottobre 2011 SK Arena, Kemerovo Durata: - Spettatori: | Dinamo Krasnodar  | 2 - 3 | Ural              | 25-21, 18-25, 17-25, 25-18, 9-15  |
| 16 ottobre 2011 SK Arena, Kemerovo Durata: - Spettatori: | Ural              | 0 - 3 | Iskra Odincovo    | 13-25, 23-25, 20-25               |
| 16 ottobre 2011 SK Arena, Kemerovo Durata: - Spettatori: | Lokomotyv Charkiv | 1 - 3 | Dinamo Krasnodar  | 19-25, 25-21, 15-25, 23-25        |

##### Classifica
| Pos. | Squadra           | Pt | G | V | P | SV | SP | Ratio | PF  | PS  | Ratio |
| ---- | ----------------- | -- | - | - | - | -- | -- | ----- | --- | --- | ----- |
| 1.   | Iskra Odincovo    | 10 | 4 | 4 | 0 | 12 | 4  | 3 000 | 369 | 309 | 1 194 |
| 2.   | Kuzbass           | 9  | 4 | 3 | 1 | 11 | 5  | 2 200 | 362 | 324 | 1 117 |
| 3.   | Ural              | 6  | 4 | 2 | 2 | 8  | 9  | 0 888 | 359 | 364 | 0 986 |
| 4.   | Dinamo Krasnodar  | 4  | 4 | 1 | 3 | 5  | 10 | 0 500 | 317 | 339 | 0 935 |
| 5.   | Lokomotyv Charkiv | 1  | 4 | 0 | 4 | 4  | 12 | 0 333 | 315 | 386 | 0 816 |

### Fase finale
La Final eight si è disputata dal 25 al 28 dicembre 2011 nella città di Kazan'.

#### Tabellone
|  | Quarti di finale      | Quarti di finale      |                       |           | Semifinale         | Semifinale         |  |  | Finale 1º/2º posto | Finale 1º/2º posto |
|  |                       |                       |                       |           |                    |                    |  |  |                    |                    |
|  |                       |                       |                       |           |                    |                    |  |  |                    |                    |
|  |                       |                       |                       |           |                    |                    |  |  |                    |                    |
|  | Dinamo Mosca          | 0                     |                       |           |                    |                    |  |  |                    |                    |
|  | Dinamo Mosca          | 0                     |                       |           |                    |                    |  |  |                    |                    |
|  | Kuzbass               | 3                     |                       |           |                    |                    |  |  |                    |                    |
|  | Kuzbass               | 3                     | Kuzbass               | 3         |                    |                    |  |  |                    |                    |
|  |                       |                       | Kuzbass               | 3         |                    |                    |  |  |                    |                    |
|  |                       | Iskra Odincovo        | 2                     |           |                    |                    |  |  |                    |                    |
|  | Iskra Odincovo        | Iskra Odincovo        | 2                     | 3         |                    |                    |  |  |                    |                    |
|  | Iskra Odincovo        |                       |                       | 3         |                    |                    |  |  |                    |                    |
|  | Gubernija             | 2                     |                       |           |                    |                    |  |  |                    |                    |
|  | Gubernija             | 2                     | Kuzbass               | 0         |                    |                    |  |  |                    |                    |
|  |                       |                       | Kuzbass               | 0         |                    |                    |  |  |                    |                    |
|  |                       | Lokomotiv Novosibirsk | 3                     |           |                    |                    |  |  |                    |                    |
|  | Lokomotiv Novosibirsk | Lokomotiv Novosibirsk | 3                     | 3         |                    |                    |  |  |                    |                    |
|  | Lokomotiv Novosibirsk |                       |                       | 3         |                    |                    |  |  |                    |                    |
|  | Fakel                 | 2                     |                       |           |                    |                    |  |  |                    |                    |
|  | Fakel                 | 2                     | Lokomotiv Novosibirsk | 3         | Finale 3º/4º posto | Finale 3º/4º posto |  |  |                    |                    |
|  |                       |                       | Lokomotiv Novosibirsk | 3         | Finale 3º/4º posto | Finale 3º/4º posto |  |  |                    |                    |
|  |                       | Belogor'e             | 0                     |           |                    |                    |  |  |                    |                    |
|  | Zenit-Kazan           | Belogor'e             | 0                     | 2         | Iskra Odincovo     | 3                  |  |  |                    |                    |
|  | Zenit-Kazan           |                       |                       | 2         | Iskra Odincovo     | 3                  |  |  |                    |                    |
|  | Belogor'e             | 3                     |                       | Belogor'e | 0                  |                    |  |  |                    |                    |
|  | Belogor'e             | 3                     |                       |           | 0                  |                    |  |  |                    |                    |
|  |                       |                       |                       |           |                    |                    |  |  |                    |                    |
|  |                       |                       |                       |           |                    |                    |  |  |                    |                    |

#### Risultati

##### Quarti di finale
| 25 dicembre 2011 Centre Volejbola Sankt-Peterburg, Kazan' Durata: - Spettatori: | Lokomotiv Novosibirsk | 3 - 2 | Fakel     | 25-17, 20-25, 22-25, 25-17, 15-11 |
| 25 dicembre 2011 Centre Volejbola Sankt-Peterburg, Kazan' Durata: - Spettatori: | Dinamo Mosca          | 0 - 3 | Kuzbass   | 21-25, 14-25, 26-28               |
| 26 dicembre 2011 Centre Volejbola Sankt-Peterburg, Kazan' Durata: - Spettatori: | Zenit-Kazan           | 2 - 3 | Belogor'e | 19-25, 25-17, 22-25, 27-25, 12-15 |
| 26 dicembre 2011 Centre Volejbola Sankt-Peterburg, Kazan' Durata: - Spettatori: | Iskra Odincovo        | 3 - 2 | Gubernija | 20-25, 23-25, 25-17, 25-20, 15-13 |

##### Semifinali
| 27 dicembre 2011 Centre Volejbola Sankt-Peterburg, Kazan' Durata: - Spettatori: | Belogor'e | 0 - 3 | Lokomotiv Novosibirsk | 14-25, 17-25, 21-25               |
| 27 dicembre 2011 Centre Volejbola Sankt-Peterburg, Kazan' Durata: - Spettatori: | Kuzbass   | 3 - 2 | Iskra Odincovo        | 25-23, 15-25, 26-24, 19-25, 16-14 |

##### Finale
| 28 dicembre 2011 Centre Volejbola Sankt-Peterburg, Kazan' Durata: - Spettatori: | Kuzbass | 0 - 3 | Lokomotiv Novosibirsk | 20-25, 22-25, 20-25 |

##### Finale 3º/4º posto
| 28 dicembre 2011 Centre Volejbola Sankt-Peterburg, Kazan' Durata: - Spettatori: | Iskra Odincovo | 3 - 0 | Belogor'e | 25-19, 27-25, 25-23 |

## Premi individuali
| Premio                | Giocatrice        | Squadra               |
| --------------------- | ----------------- | --------------------- |
| MVP                   | Michael Sánchez   | Lokomotiv Novosibirsk |
| Miglior attaccante    | Pavel Moroz       | Kuzbass               |
| Miglior muro          | Artëm Vol'vič     | Lokomotiv Novosibirsk |
| Miglior servizio      | Samuel Tuia       | Kuzbass               |
| Miglior palleggiatore | Konstantin Ušakov | Kuzbass               |
| Miglior libero        | Aleksej Verbov    | Iskra Odincovo        |